# أحمد محمد كنعان
أحمد محمد كنعان (1948-) طبيب وشاعر وفنان تشكيلي سوري. من مواليد دمشق، عام 1948. إجازة دكتوراه في الطب البشري، جامعة دمشق، عام 1973. شغل منصب رئيس قسم مكافحة الأمراض المعدية بصحة الشرقية السعودية لأكثر من ثلاثين عاماً.
هو كاتب موسوعي ألف وكتب في مجال التنوير وتحرير العقل، يتبنى الدعوة إلى العدالة والديمقراطية، له عدة مؤلفات طبية وأدبية وفكرية وتاريخية، منها :
- بحث في نشأة الإنسان و تطوره.
- دفاع عن الإيدز.
- تأملات في مسيرة العلم المعاصر.
- موسوعة جسم الإنسان.
- العقلية الإسلامية بين إشكالات الماضي وتحديات المستقبل
- نظرات في علم أصول الفقه
- الثقافة الإسلامية.
- قراءة في تاريخ الوجود.
- ذاكرة القرن العشرين
- عقل الإنسان في الفلسفة والطب والقرآن.
- أزمتنا الحضارية في ضوء سنة الله في الخلق (سلسلة كتاب الامة)
- زهرة في البراري (مجموعة قصصية).
- الكلبشة (رواية).
- إنه الحب (رواية).

وهو عضو في رابطة الأدب الإسلامي العالمية، وفي الجمعية العالمية لتاريخ الطب.